# 归德府

归德府在河南省的位置（1820年）

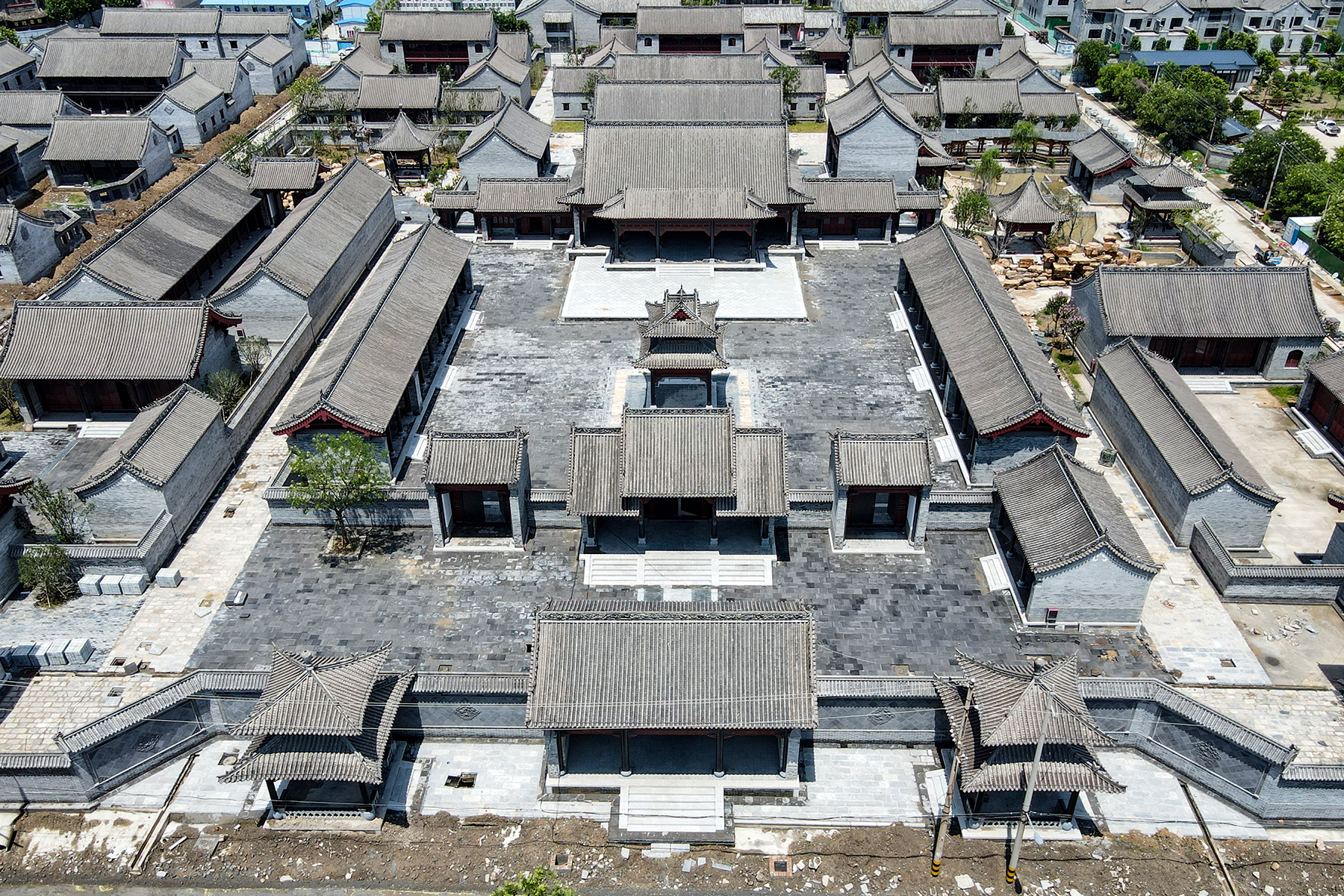
归德府衙门

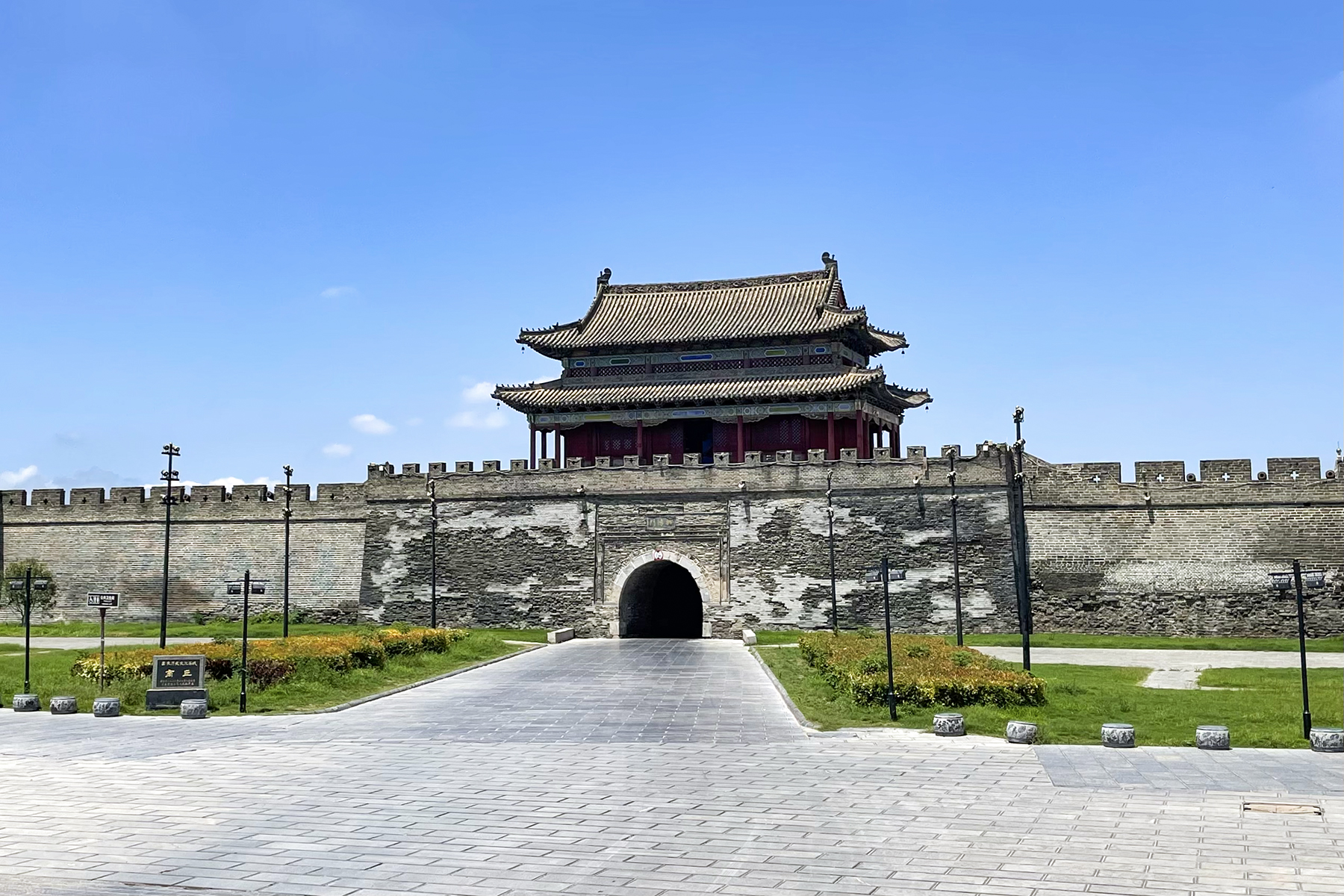
归德府城墙南门

归德府，辖区在今河南省商丘市。金朝改北宋应天府置。
归德府本唐朝的宋州。北宋升为南京应天府。入金后，改为归德府，隶南京路。六县：宋城县、宁陵县、下邑县、虞城县、谷熟县、楚丘县。
元朝时，归德府隶河南江北行省，亲领四县：睢阳县、永城县、下邑县、宁陵县，领四州：徐州、宿州、邳州、亳州。徐州领一县：萧县，宿州领一县：灵璧县，邳州领三县：下邳县、宿迁县、睢宁县，亳州领三县：谯县、鹿邑县、城父县。
明洪武元年（1368年）五月，降归德府为归德州，隶开封府。嘉靖二十四年（1545年）六月，升为归德府。亲领六县：商丘县、宁陵县、鹿邑县、夏邑县、永城县、虞城县，领一州：睢州。睢州领二县：考城县、柘城县。
清沿明制，归德府仍领一州八县，隶開歸陳許鄭道。乾隆四十九年（1784年），考城县改隶卫辉府。光绪元年（1875年），考城县复隶归德府。
民国二年（1913年），全国废府州厅改县，归德府废。

## 知府

### 大明
- 段嗣輝，山东历城人，洪武初年任
- 李学可，江南盱眙人，洪武十七年任
- 扈俊臣，北直元城人，洪武二十四年任
- 宋翬，陕西咸宁人，监生，永樂十六年任
- 顾琳，浙江上虞举人，正統五年任
- 卫庸，江南上海监生，正統九年任
- 席貴，山西代州举人，景泰三年任
- 蒋魁，浙江青田人，天顺元年任
- 畢用，山东博平进士，成化十七年任
- 沈杰，江南长洲进士，成化十七年任
- 周诘，浙江严州举人，弘治六年任
- 任儀，四川阆中进士，弘治十二年任
- 周冕，江南上元举人，正德六年任
- 刘信，北直魏县举人，正德八年任
- 袁经，山东青州进士，正德十六年任
- 王侑，嘉靖六年任
- 陈有容，江南休宁举人，嘉靖十四年任
- 李應奎，湖广襄阳举人，嘉靖二十二年任

以上俱知州。
- 蔡汝楠，浙江德清進士，嘉靖二十四年任
- 南逢吉，陝西渭南人，嘉靖二十九年任
- 王有为，湖广黔阳人，嘉靖三十四年任
- 陈学夔，广西宜山人，嘉靖三十六年任
- 陈洪范，浙江仁和人，嘉靖三十八年任
- 罗复，江西南昌人，嘉靖四十二年任
- 邵惟中，云南永昌人，隆慶元年任，三年末升广西副使去
- 鄭旻，广东揭阳人，隆慶四年任
- 賴庭檜，福建晋江人，万历二年任
- 鄒學柱，浙江餘姚人，万历七年任，十年升江西副使去
- 蔡茂春，直隶三河人，万历年任
- 謝裘，南直当涂人，万历年任，十六年升广东副使去
- 陳祹，四川内江人，万历年任，二十年升河南副使去
- 周一梧，山西长治人，万历二十几年任
- 丘度，南直山阳人，万历二十五年升陕西副使去
- 尹一仁，江西安福人，万历二十八年任，三十二年革职
- 李叔春，江南华亭人，万历三十几年任
- 何廷魁，山西大同人，万历三十几年任
- 鄭三俊，江南建德人，万历三十八年任，四十一年升福建副使去
- 颜悦道，直隶魏县人，万历四十一年任
- 李本固，山东临清人，万历四十二年任
- 高鏘，山东膠州人，万历四十六年任
- 范中彦，山东范县人，天啓元年任
- 湯道衡，江南丹阳人，天啓三年任
- 张宗衡，山东临清人，天啓四年任，五年升山西副使去
- 薛玉衡，浙江宁波人，天啓六年任
- 董嗣谌，山东莱阳人，崇祯元年任
- 潘永圖，江南金坛人，崇祯五年任
- 楊本鍼，山东濮州人，崇祯九年任
- 王运昌，江南武进人，崇祯十年任
- 唐士嶸，江南无锡人，崇祯十四年任
- 田芳，山西人，崇祯十五年任
- 桑開第，北直隸顺天人，崇祯十六年任

### 大順
陳奇，管河同知，平阳府蒲州人，永昌元年 （崇祯十六年）任

## 延伸阅读
[在维基数据编辑]
 《欽定古今圖書集成·方輿彙編·職方典·歸德府部》，出自陈梦雷《古今圖書集成》